# Cyclosorus subattenuatus
Cyclosorus subattenuatus är en kärrbräkenväxtart som först beskrevs av Eduard Rosenstock, och fick sitt nu gällande namn av Mazumdar och Mukhop. Cyclosorus subattenuatus ingår i släktet Cyclosorus och familjen Thelypteridaceae. Inga underarter finns listade.